# الأراضي المنخفضة البرغونية
الأراضي المنخفضة البُرْغُونِيَة أو البَرجُونِية البورغندية (بالفرنسية: Pays-Bas Bourguignons، بالهولندية: Bourgondische Nederlanden، باللوكسمبورغية: Burgundeschen Nidderlanden، بالوالونية: Bas Payis bourguignons) في تاريخ البلدان المنخفضة كانت عدد من الإقطاعيات الإمبراطورية والفرنسية يحكمها اتحاد شخصي لعائلة فالوا-بورغندي وورثة عائلة هابسبورغ في الفترة من 1384 إلى 1482. وتشمل مساحة هذه الإقطاعات أجزاء كبيرة مما هو الآن بلجيكا وهولندا، ولوكسمبورغ وأجزاء من شمال فرنسا.